# Neanurella microphthalma
Genre
Espèce
Neanurella microphthalma, unique représentant du genre Neanurella, est une espèce de collemboles de la famille des Neanuridae.

## Distribution
Cette espèce est endémique d'Eubée en Grèce.

## Publication originale
- Cassagnau, 1968 : Neanurella microphthalma n.g. n.sp. nouveau Collembole de l’île d'Eubée (Grèce). Biologia Gallo-Hellenica, vol. 1, no 2, p. 137-142.